# Reduktion (matematik)
 For alternative betydninger, se Reduktion. (Se også artikler, som begynder med Reduktion)
Reduktion betyder at formindske/skrive kortere.
Eksempelvis: [3x+2+4x-4 = 7x-2] eller [4a+3b-2a+b = 2a+4b]
Reduktion benyttes til at løse matematiske ligninger.
| Matematik | Spire Denne artikel om matematik er en spire som bør udbygges. Du er velkommen til at hjælpe Wikipedia ved at udvide den. |